# Marco Giallini
Marco Giallini (Roma, 4 aprile 1963) è un attore italiano.
Candidato per sei volte sia ai David di Donatello, sia ai Nastri d'argento, premio, quest'ultimo, vinto per tre volte per i film ACAB - All Cops Are Bastards, Tutta colpa di Freud e Perfetti sconosciuti.

## Biografia
Entra nel mondo della recitazione a 22 anni frequentando la scuola teatrale "La Scaletta" di Roma. In un'intervista racconterà che lavorava come imbianchino, trasportatore di bibite e in estate educatore alle colonie estive, e che alla sera frequentava la scuola di teatro. Nei successivi anni, tra il 1988 e il 1996, ha l'opportunità di lavorare con alcuni dei nomi più grandi del teatro italiano quali Arnoldo Foà (La pace di Aristofane e Adelchi), Ennio Coltorti (Carta e penna), Adriano Vianello (Carne di struzzo), Maurizio Panici (Forever Blues, Romeo e Giulietta e Amici) e Angelo Orlando (Casamatta vendesi e Messico e nuvole).
Nel 1986 arriva l'esordio cinematografico con una comparsata, non accreditata, nel cast di Grandi magazzini, film di Castellano e Pipolo, in cui interpreta uno dei manager alla conferenza nell'episodio di Heather Parisi. L'anno seguente ottiene un'altra piccola parte in Rorret, film del 1987, diretto da Fulvio Wetzl. Il primo ruolo cinematografico di un certo rilievo avviene però nel 1995, grazie ad Angelo Orlando che, colpito dalle sue doti recitative, lo invita a interpretare la parte di un poliziotto nel suo film di esordio come regista, dal titolo L'anno prossimo vado a letto alle dieci.
Nel 1998 il regista Marco Risi, che lo ha notato esibirsi a teatro, lo inserisce nel cast del suo film L'ultimo capodanno, affresco corale e grottesco che vede Giallini interpretare il ruolo del marito di Monica Bellucci. "Nel cinema sono stato catapultato da un giorno all'altro, soprattutto grazie a Valerio Mastandrea. Fece il mio nome a Marco Risi: ‘Dovresti proprio venire a Teatro - gli disse - c'è un mio amico che è fortissimo’ e lui, Marco, a vedere Casamatta vendesi di Angelo Orlando, venne davvero. Gli piacqui. Mi offrì un'occasione ne L'ultimo capodanno: ‘Faresti il marito di Monica Bellucci?’. Capirai, non gli feci ripetere la frase. C’erano almeno quindici persone in fila prima di me e, per farmi ottenere la parte, Risi dovette lottare. Cominciò tutto così, nel 1998”. Nonostante non abbia un grande successo al botteghino, il film di Risi rappresenta per l'attore romano un importante trampolino di lancio sul grande schermo. "Marco Risi mi ha salvato la vita", ricorda Giallini: "non credevo che avrei più fatto cinema, mi sarei dato solo al teatro".

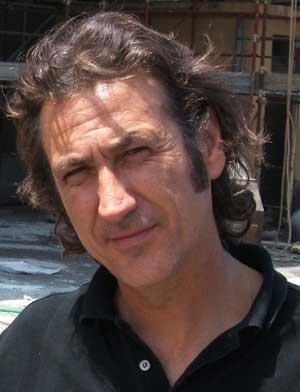
Giallini nel 2006

Sempre nel 1998, arriva per Giallini il primo ruolo da co-protagonista, nel film L'odore della notte, diretto da Claudio Caligari, e accanto al collega e amico Valerio Mastandrea. Il film è ispirato alle reali vicende dell'Arancia Meccanica, una banda di rapinatori che, tra il 1979 e il 1983, mise a segno tra Torino e Roma circa 700 rapine e decine di sequestri di persona. Ancora nel 1998 partecipa ad altre due pellicole: I fobici, film a episodi diretto da Giancarlo Scarchilli, e Barbara, opera seconda di Angelo Orlando. A partire dagli anni 2000, dopo una lunga gavetta, la carriera cinematografica di Giallini comincia a incrociare film e ruoli sempre più significativi e che, molto spesso, ricevono l'apprezzamento sia di critica sia di pubblico, come ad esempio Almost Blue, pellicola tratta dal romanzo di Carlo Lucarelli, che segna l'esordio alla regia di Alex Infascelli. Il film, presentato alla Settimana internazionale della critica al Festival di Cannes 2001, vede l'attore nei panni del commissario di polizia Sarrina.
Dopo la positiva esperienza di Almost Blue, anche nel successivo triennio 2001-2003 Giallini replica l'esperienza di lavoro sul set con una serie di registi esordienti che lo chiamano a interpretare la parte da protagonista e co-protagonista nei loro rispettivi film di esordio: Tre punto sei, pellicola a tinte noir di Nicola Rondolino, Emma sono io, commedia con Cecilia Dazzi, Elda Alvigini e Pierfrancesco Favino, diretta da Francesco Falaschi, B.B. e il cormorano, per la regia di Edoardo Gabbriellini e Andata e ritorno, di Alessandro Paci. Nel 2004 Alex Infascelli lo chiama nuovamente per partecipare al cast del suo secondo film, Il siero della vanità e, sempre nello stesso anno, l'attore e regista Sergio Castellitto lo inserisce nel suo pluripremiato film Non ti muovere, dove Giallini interpreta il ruolo del dottore e migliore amico del protagonista. Oltre al lavoro in teatro e sui set cinematografici, a partire dalla fine degli anni novanta arriva per Giallini anche l'esordio sul piccolo schermo. Nel 1999 ottiene una prima visibilità, interpretando il ruolo dell'agente di polizia Saverio Ceccarelli (detto Agamennone) nella miniserie in due puntate Operazione Odissea.
Il successo di pubblico arriva nel 2008 con il ruolo de Il Terribile nella serie TV Romanzo criminale, in onda sul canale satellitare Sky Cinema 1. Nel 2009 ha interpretato il ruolo di Ruggiero Perugini, capo della Squadra Antimostro, in Il mostro di Firenze. Ha partecipato al film di Carlo Verdone Io, loro e Lara uscito nel 2010. Nel 2009-2010 è tra i nuovi protagonisti della famosa serie TV poliziesca La nuova squadra, nel ruolo del vicequestore Andrea Lopez. Nel 2010 è tra i protagonisti del film di Sergio Castellitto La bellezza del somaro. Nel 2011 compare in Tutti al mare, film di esordio di Matteo Cerami. Nel 2012 interpreta il ruolo di un poliziotto della celere nella pellicola drammatica ACAB - All Cops Are Bastards, per la regia di Stefano Sollima, ed è tra i protagonisti del nuovo film di Carlo Verdone Posti in piedi in paradiso: per questi due ruoli nel 2012 vince il Nastro d'argento al migliore attore non protagonista. Nel 2013 è fra i protagonisti del film Tutti contro tutti diretto da Rolando Ravello e interpretato dallo stesso regista e da Kasia Smutniak. Sempre in quell'anno interpreta il ruolo di un nonno rock nel film di Edoardo Leo Buongiorno papà. Nel 2015 interpreta, assieme ad Alessandro Gassman, il film Se Dio vuole, pellicola diretta da Edoardo Falcone; sempre nel 2015 fa parte del cast del film Loro chi?, con Edoardo Leo.
Nel 2016 è tra i protagonisti di Assolo, commedia scritta e diretta da Laura Morante e, sempre nello stesso anno, interpreta il ruolo di Rocco in Perfetti sconosciuti di Paolo Genovese, per il quale, oltre a ottenere una candidatura come migliore attore protagonista ai David di Donatello 2016, viene premiato, sempre come migliore attore protagonista, ai Ciak d'oro e vince il Nastro d'argento speciale, insieme a tutto il cast del film. 

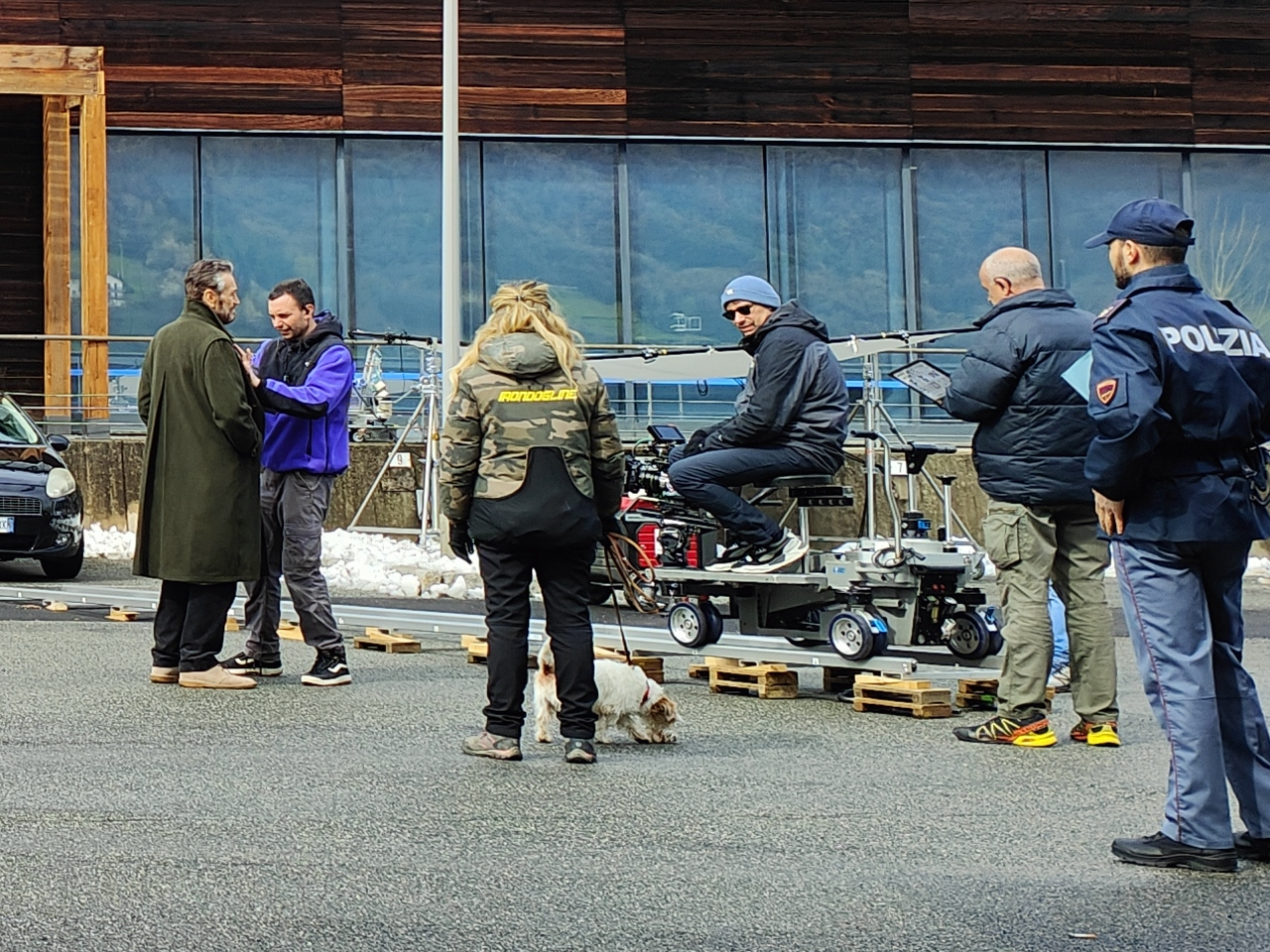
Giallini (a sinistra) ad Aosta nel marzo 2024, sul set della sesta stagione di Rocco Schiavone.

Sempre nel 2016 inizia ad interpretare il ruolo del protagonista in Rocco Schiavone, serie televisiva in onda su Rai 2 per la regia di Michele Soavi e tratta dai libri di Antonio Manzini.
Il 5 giugno 2020 pubblica con i DPCM Squad il singolo omaggio agli 883, Una canzone come gli 883. L'11 febbraio 2021 sbarca su Rai 3 Lui è peggio di me, show con Giorgio Panariello. Nel 2022 è il protagonista de Il principe di Roma di Edoardo Falcone mentre nel 2025 è nel cast di ACAB - La serie, sequel del film di Stefano Sollima, Follemente di Paolo Genovese e La città proibita di Gabriele Mainetti.

## Vita privata
Nato in una famiglia operaia: durante la sua giovinezza ha svolto diversi lavori come l'imbianchino e il venditore di bibite. Nel 2000 ha conseguito la laurea in lettere e filosofia. Dalla moglie Loredana, sposata nel 1993, ha avuto due figli, Rocco (1998) che ha lavorato con lui come aiuto regista in Rocco Schiavone 6, e Diego (2005). Il 27 giugno 2011 ha perso la moglie, colpita da un'emorragia cerebrale.
Appassionato di musica rock è anche un collezionista di vinili: tra i suoi gruppi preferiti ci sono i Clash, gli Who e i Sex Pistols. Nei primi anni ottanta ha fatto parte di una band, i Sandy Banana & The Monitors, con cui proponeva canzoni dei Joy Division.

## Filmografia

### Cinema
- Grandi magazzini, regia di Castellano e Pipolo (1986) - non accreditato
- Rorret, regia di Fulvio Wetzl (1987)
- L'anno prossimo vado a letto alle dieci, regia di Angelo Orlando (1995)
- L'ultimo capodanno, regia di Marco Risi (1998)
- L'odore della notte, regia di Claudio Caligari (1998)
- Tutto un tic, episodio di I fobici, regia di Giancarlo Scarchilli (1998)
- Barbara, regia di Angelo Orlando (1998)
- Indizio fatale, regia di Marcello Avallone (1999)
- Almost Blue, regia di Alex Infascelli (2000)
- Faccia di Picasso, regia di Massimo Ceccherini (2000)
- Tre punto sei, regia di Nicola Rondolino (2001)
- Emma sono io, regia di Francesco Falaschi (2002)
- B.B. e il cormorano, regia di Edoardo Gabbriellini (2003)
- Andata e ritorno, regia di Alessandro Paci (2003)
- Il fuggiasco, regia di Andrea Manni (2003)
- Ladri ma non troppo, regia Antonello Grimaldi (2003)
- Il siero della vanità, regia di Alex Infascelli (2004)
- Non ti muovere, regia di Sergio Castellitto (2004)
- Anni rapaci, regia di Claudio Caligari (2005)
- Amatemi, regia di Renato De Maria (2005)
- L'amico di famiglia, regia di Paolo Sorrentino (2006)
- Meno male che ci sei, regia di Luis Prieto (2009)
- Io, loro e Lara, regia di Carlo Verdone (2010)
- La bellezza del somaro, regia di Sergio Castellitto (2010)
- Tutti al mare, regia di Matteo Cerami (2011)
- ACAB - All Cops Are Bastards, regia di Stefano Sollima (2012)
- Posti in piedi in paradiso, regia di Carlo Verdone (2012)
- Una famiglia perfetta, regia di Paolo Genovese (2012)
- Tutti contro tutti, regia di Rolando Ravello (2013)
- Buongiorno papà, regia di Edoardo Leo (2013)
- Tutta colpa di Freud, regia di Paolo Genovese (2014)
- Confusi e felici, regia di Massimiliano Bruno (2014)
- Ogni maledetto Natale, regia di Giacomo Ciarrapico, Mattia Torre e Luca Vendruscolo (2014)
- Se Dio vuole, regia di Edoardo Falcone (2015)
- Storie sospese, regia di Stefano Chiantini (2015)
- Loro chi?, regia di Francesco Miccichè e Fabio Bonifacci (2015)
- Assolo, regia di Laura Morante (2016)
- Perfetti sconosciuti, regia di Paolo Genovese (2016)
- Beata ignoranza, regia di Massimiliano Bruno (2017)
- The Place, regia di Paolo Genovese (2017)
- Io sono Tempesta, regia di Daniele Luchetti (2018)
- Rimetti a noi i nostri debiti, regia di Antonio Morabito (2018)
- Non ci resta che il crimine, regia di Massimiliano Bruno (2019)
- Domani è un altro giorno, regia di Simone Spada (2019)
- Il grande salto, regia di Giorgio Tirabassi (2019) - cameo
- Ritorno al crimine regia di Massimiliano Bruno (2020)
- Villetta con ospiti, regia di Ivano De Matteo (2020)
- È per il tuo bene, regia di Rolando Ravello (2020)
- Io sono Babbo Natale, regia di Edoardo Falcone (2021)
- C'era una volta il crimine, regia di Massimiliano Bruno (2022)
- La mia ombra è tua, regia di Eugenio Cappuccio (2022)
- Il principe di Roma, regia di Edoardo Falcone (2022)
- Follemente, regia di Paolo Genovese (2025)
- La città proibita, regia di Gabriele Mainetti (2025)

### Televisione
- Infiltrato, regia di Claudio Sestieri – film TV (1996)
- Operazione Odissea, regia di Claudio Fragasso – miniserie TV (1999)
- Nessuna paura, regia di Marcello Avallone (2001)
- Gli insoliti ignoti, regia di Antonello Grimaldi – film TV (2002)
- Ladri ma non troppo, regia di Antonello Grimaldi (2003)
- Grandi domani, regia di Vincenzo Terracciano - serie TV (2005)
- Buttafuori – serie TV (2006)
- Medicina generale – serie TV (2007)
- Fuga per la libertà - L'aviatore, regia di Carlo Carlei (2008)
- Romanzo criminale - La serie – serie TV (2008-2010)
- Il mostro di Firenze, regia di Antonello Grimaldi – miniserie TV (2009)
- Boris 3 – serie TV (2010)
- La nuova squadra – serie TV (2009–2010)
- Crimini 2 – serie TV, episodio 3 Little Dream (2010)
- La nuova squadra - Spaccanapoli – serie TV (2010–2011)
- Rocco Schiavone – serie TV (2016-in corso)
- Non ci resta che il crimine - La serie – serie TV (2023)
- ACAB - La serie – serie TV (2025)

### Cortometraggi
- Un uomo a piedi, regia di Andrea Manni (1998)
- Adidabuma, regia di Francesco Falaschi (1999)
- Gonfiate la bambola, regia di Cosimo Alemà (2000)
- Dark Lady, regia di Bruno Buzzi (2003)
- Il ragno la mosca, regia di Emanuele Scaringi (2005)
- Trevirgolaottantasette, regia di Valerio Mastandrea (2005)
- Kandinskij, regia di Alberto Puliafito (2005)
- My kind of Woman, regia di Emanuele Scaringi (2005)
- Incantesimi, regia di Chiara Cremaschi (2008)
- Basette, regia di Gabriele Mainetti (2008)
- Articolo 24, regia di Saverio Di Biagio (2008)
- La pagella, regia di Alessandro Celli (2009)

## Teatro
- Carta e penna, regia di Ennio Coltorti (1988)
- Adelchi, regia di Arnoldo Foà (1993)
- Amici, regia di Maurizio Panici (1994)
- La pace di Aristofane, regia di Arnoldo Foà (1994)
- Carne di struzzo, regia di Adriano Vianello (1994)
- Romeo e Giulietta, regia di Maurizio Panici (1995)
- Messico e nuvole, regia di Angelo Orlando (1995)
- Casamatta vendesi, regia di Angelo Orlando (1996)
- Forever Blues, regia di Maurizio Panici (1996)

## Televisione
- Grandi domani (2005)
- Lui è peggio di me (2021)
- Lato A - La storia della più grande casa discografica italiana (2024)

## Videoclip
- Quelli che benpensano - Frankie hi-nrg mc (1997)
- Fammi entrare - Marina Rei (2005)
- Torno subito - Max Pezzali (2007)
- Gino e l'Alfetta - Daniele Silvestri (2007)
- Mezzo pieno o mezzo vuoto - Max Pezzali (2008)
- Ritornerò - Max Pezzali (2008)
- I rischi della notte - Duke Montana (2012)
- Due destini - Tiromancino feat. Alessandra Amoroso (2018)
- La vita è una - Il Muro del Canto (2018)
- La dieta - Luca Barbarossa (2018)
- 22 settembre - Ultimo (2020)

## Riconoscimenti
- David di Donatello
  - 2010 – Candidatura al migliore attore non protagonista per Io, loro e Lara
  - 2012 – Candidatura al migliore attore protagonista per Posti in piedi in paradiso
  - 2012 – Candidatura al migliore attore non protagonista per ACAB - All Cops Are Bastards
  - 2013 – Candidatura al migliore attore non protagonista per Buongiorno papà
  - 2015 – Candidatura al migliore attore protagonista per Se Dio vuole
  - 2016 – Candidatura al migliore attore protagonista per Perfetti sconosciuti

- Nastro d'argento
  - 2012 – Migliore attore non protagonista per ACAB - All Cops Are Bastards e Posti in piedi in paradiso
  - 2014 – Premio Nino Manfredi per Tutta colpa di Freud
  - 2016 – Nastro d'argento al Miglior Cast per Perfetti sconosciuti
  - 2017 –  Candidatura al migliore attore protagonista per Beata ignoranza
  - 2018 – Candidatura al migliore attore in un film commedia per Io sono Tempesta
  - 2019 –  Candidatura al migliore attore protagonista per Domani è un altro giorno
- Ciak d'oro
  - 2010 – Rivelazione dell'anno per Io, loro e Lara
  - 2016 – Migliore attore protagonista per Perfetti sconosciuti[36]
- Premio Flaiano
  - 2014 – Premio per l'interpretazione per Tutta colpa di Freud
  - 2017 – Pegaso d'oro per Rocco Schiavone[37]
- Roma Fiction Fest
  - 2016 – Excellence Award[38]
- Busto Arsizio Film Festival
  - 2014 – Miglior attore per Tutta colpa di Freud